# Скшешев (Леґьоновський повіт)
Скшешев (пол. Skrzeszew) — село в Польщі, у гміні Велішев Леґьоновського повіту Мазовецького воєводства.
Населення — 1010 осіб (2011).
У 1975-1998 роках село належало до Варшавського воєводства.

## Демографія
Демографічна структура станом на 31 березня 2011 року:
|          | Загалом | Допрацездатний вік | Працездатний вік | Постпрацездатний вік |
| -------- | ------- | ------------------ | ---------------- | -------------------- |
| Чоловіки | 480     | 104                | 341              | 35                   |
| Жінки    | 530     | 120                | 314              | 96                   |
| Разом    | 1010    | 224                | 655              | 131                  |